# Бігач
Біга́ч — село в Україні, у Чернігівському районі Чернігівської області. Входить до складу Березнянської селищної громади. Населення становить 518 осіб.

## Географія
Селом протікає річка Бігач, ліва притока Снові. На північ від села розташований ботанічний заказник «Маліїве», на південний захід — ботанічний заказник «Церківка», на північний захід — лісовий заказник «Бігацький ліс».

## Історія

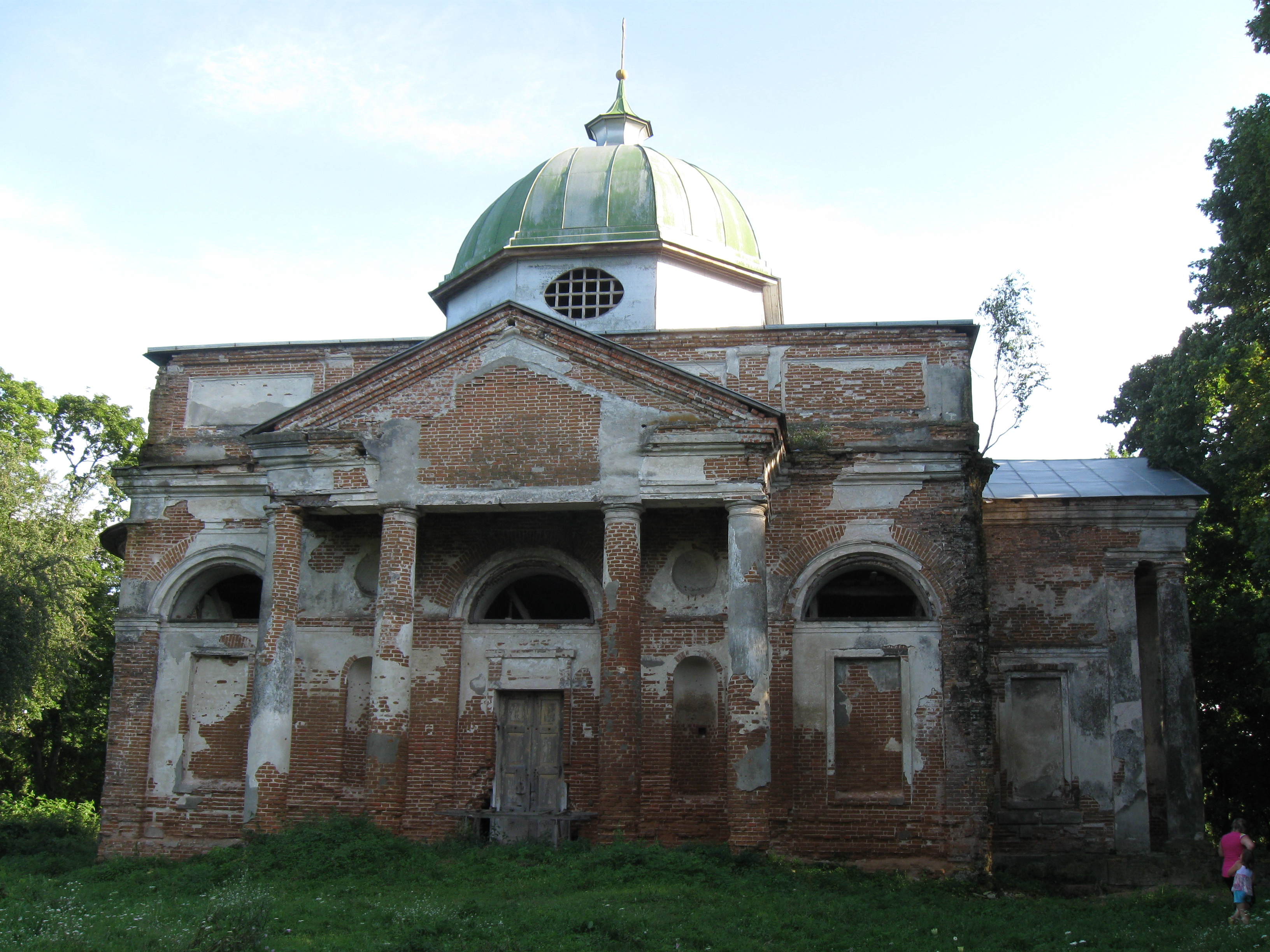
Троїцька церква у 2011 році

За даними на 1859 рік у власницькому селі Чернігівського повіту Чернігівської губернії мешкало 878 осіб (422 чоловічої статі та 456 — жіночої), налічувалось 138 дворових господарств, існувала православна церква.
Станом на 1886 у колишньому власницькому селі Седнівської волості мешкало 977 осіб, налічувалось 184 дворових господарства, існували православна церква, 2 вітряних млини, крупорушка, цегельний завод.
За переписом 1897 року кількість мешканців зросла до 1240 осіб (620 чоловічої статі та 620 — жіночої), з яких 1227 — православної віри.
Під час організованого радянською владою Голодомору 1932—1933 років померло щонайменше 7 жителів села.

## Населення
Згідно з переписом УРСР 1989 року чисельність наявного населення села становила 736 осіб, з яких 324 чоловіки та 412 жінок.
За переписом населення України 2001 року в селі мешкало 506 осіб.

### Мова
Розподіл населення за рідною мовою за даними перепису 2001 року:
| Мова       | Відсоток |
| ---------- | -------- |
| українська | 97,88 %  |
| російська  | 2,12 %   |

## Відомі люди
У селі побував Тарас Шевченко. Він приїжджав сюди в березні-квітні 1847 на запрошення М. Кейкуатова та дітей Кейкуатових. Згадка про Бігач є в листі Шевченка до А. Лизогуба 16 липня 1852.